# Szkoła przysposobienia zawodowego
Szkoła przysposobienia zawodowego (SPZ, szkoła przysposabiająca do zawodu) – szkoła na podbudowie sześciu klas szkoły podstawowej funkcjonująca głównie w latach PRL-u jako alternatywna droga nauki dla uczniów, którzy nie rokowali na zdobycie wykształcenia podstawowego w przewidzianym terminie, a nie wykazywali jednocześnie cech upośledzenia umysłowego lub fizycznego. Bardzo często do szkół tego typu trafiały dzieci trudne w wychowaniu, z rozbitych lub patologicznych rodzin, notoryczni wagarowicze, repetenci itp.
Pierwsze szkoły tego typu pojawiły się w 1951 r. Czas trwania nauki w takich szkołach wynosił początkowo od 4 do 11 miesięcy. Później sięgał dwóch lat.
SPZ podobnie jak OHP cechowały się ukierunkowaniem na zdobycie przez ucznia ściśle rozumianego praktycznego przygotowania zawodowego, umożliwiającego mu samodzielne funkcjonowanie w społeczeństwie. W ciągu pięciodniowego tygodnia nauki trzy dni przeznaczano na teorię zaś pozostałe dwa na ćwiczenia praktyczne w zakładach pracy. W jednostkach tego typu najczęściej zdobyć można było przygotowanie do wykonywania zawodu murarza, szewca, ogrodnika, spawacza, ślusarza, kucharza itp.
Absolwenci SPZ nie uzyskiwali po ukończeniu szkoły wykształcenia zawodowego, a jedynie ponadpodstawowe określane czasem jako przysposabiające. Ewentualna dalsza edukacja była możliwa np. w typowej szkole zawodowej lub technikum przy uznaniu że SPZ jest także zaliczeniem materiału (ukończeniem) pierwszej klasy takiej szkoły.